# Maison-musée Antonio Machado
La Maison-musée Antonio Machado est un bâtiment traditionnel situé dans le centre historique de la ville de Ségovie. Servant de pension au XIXe s. et durant une partie du XXe s., ce fut la demeure du poète Antonio Machado entre 1919 et 1932.

## Historique
Antonio Machado arrive à Ségovie en 1919 pour enseigner le français à l'Institut général et technique. Il loue une chambre dans la pension de María Luisa Torrego. Il s'agit d'une humble petite chambre « dans laquelle le poète a vécu des années de froid et de pauvreté ».
À partir de 1949, des amis ségoviens du poète décident de s'assurer que l'édifice ne disparaisse pas. En 1951, ils achètent l'appartement, puis en 1974, se portent acquéreur de la maison entière. Ils en font une maison-musée. Les visiteurs peuvent y voir exposés les écrits et les affaires personnelles d'Antonio Machado. Des objets d'origine s'y trouvent toujours, comme le lit de fer, des meubles ou encore le radiateur à pétrole. Un buste du poète réalisé par le sculpteur Ignacio Barral est posé dans le jardin d'accès.
La maison-musée est administrée par la Real Academia de Historia y Arte de San Quirce. Antonio Machado était membre de cette institution culturelle, avec d'autres intellectuels de la province comme Blas Zambrano ou Mariano Quintanilla y Romero.
La maison-musée est restaurée en 1999 et rouvre dès l'année suivante. Elle sert aussi de cadre aux manifestations en hommage à Antonio Machado.